# Ricardo Mella Serrano
Ricardo Mella Serrano (Sevilha em 11 de novembro de 1889 - Caracas, 1958), foi um engenheiro e político espanhol.

## Trajetória
Filho do pensador anarquista Ricardo Mella e irmão da também política e feminista Urania Mella, foi militante do PSOE e ocupou diversos cargos dentro de sua executiva, tanto da local como da nacional. Fundou em Vigo em 1917 a revista de caráter socialista La Linterna.
Foi vice-presidente do Celta e autor do primeiro projeto do Estádio Balaídos. Também colaborou com o pai no projeto dos eléctricos da cidade.
Ele foi nomeado governador civil de Jaén em 24 de agosto de 1937, cargo que exerceu até maio de 38, e levado para o mesmo posto a Alicante até março de 39.
Derrotada a República, teve de fugir para a França e de lá passou para a República Dominicana, onde dirigiu a revista Nuevo Rumbo. Marchou para a Venezuela por ter problemas com a Ditadura de Trujillo, onde fez parte do Agrupación de Socialistas Españoles en Venezuela, que foi jogado no agosto de 1946 ao ser partidário de Negrín. Morreu no exílio em Caracas em 1958.